# Joaquim Teixeira
Joaquim Teixeira (Horta, 18 de março de 1917 — data da morte desconhecida) foi um jogador de futebol português que atuava como atacante. Ao longo de onze temporadas, teve na Primeira Liga um total de 169 partidas e 93 gols, principalmente no Benfica, onde conquistou seis grandes títulos.

## Carreira
Nascido em Horta, na ilha açoriana do Faial. Teixeira ingressou no Angústias AC em sua juventude, estreando pela primeira equipe em 1934. Aos 21 anos, viajou para Lisboa para um teste no Benfica. Após impressionar, ele foi imediatamente contratado e se juntou à equipe de reservas por um curto período, antes de o técnico János Biri testá-lo com a equipe principal, em um amistoso contra o Belenenses em 5 de outubro de 1939.
Sua estreia oficial ocorreu em 14 de janeiro de 1940 contra o Académico do Porto, em uma temporada que terminou com a conquista da Taça de Portugal e do Campeonato de Lisboa. Instalado como atacante interno, atrás de Julinho e Valadas, nas seis temporadas seguintes, ele conquistou três títulos da liga, incluindo dois consecutivos, marcando 19 gols na liga em duas temporadas combinadas. Um de seus melhores jogos na carreira aconteceu em 16 de janeiro de 1944, quando ele marcou quatro gols, em uma vitória por 5-4 sobre o Sporting. Em 1945, ele fez sua única aparição internacional, em uma derrota até a Suíça em 21 de maio de 1945. Teixeira deixou o Benfica em 1946, após 171 partidas e 121 gols.
Juntou-se ao Vitória S.C. e ajudou-os nos três primeiros dez primeiros lugares, reunindo-se com seu ex-colega Valadas nos dois últimos. Ele jogou mais uma temporada na primeira divisão, representando O Elvas C.A.D. na temporada de 1949–50, antes de passar o restante de sua carreira nas ligas inferiores.

## Honras
- Primeira Liga: 1941–42, 1942–43, 1944–45
- Taça de Portugal: 1939–40, 1942–43, 1943–44
- Campeonato de Lisboa: 1939–40